# Ringfleck-Rindenspanner

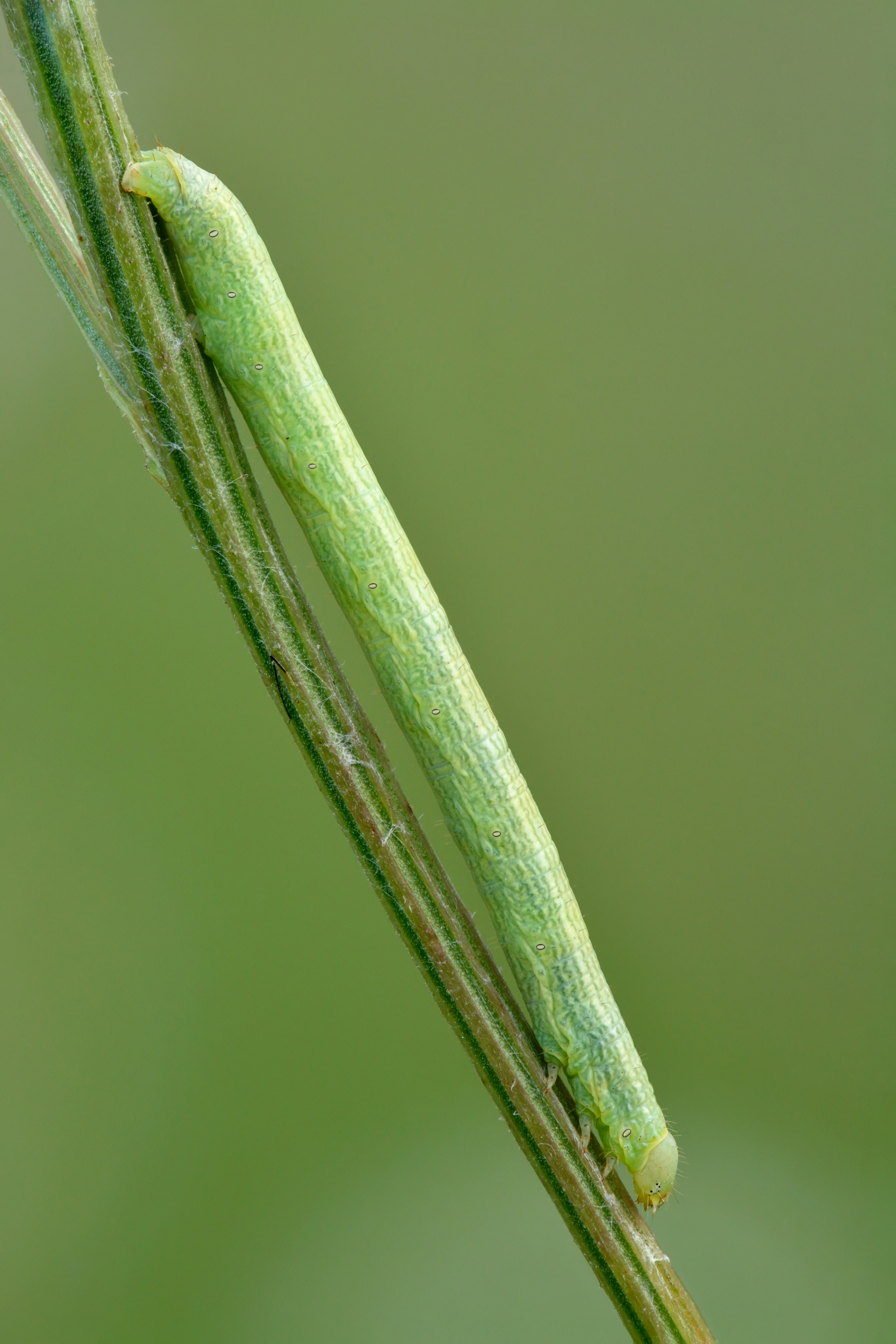
Raupe

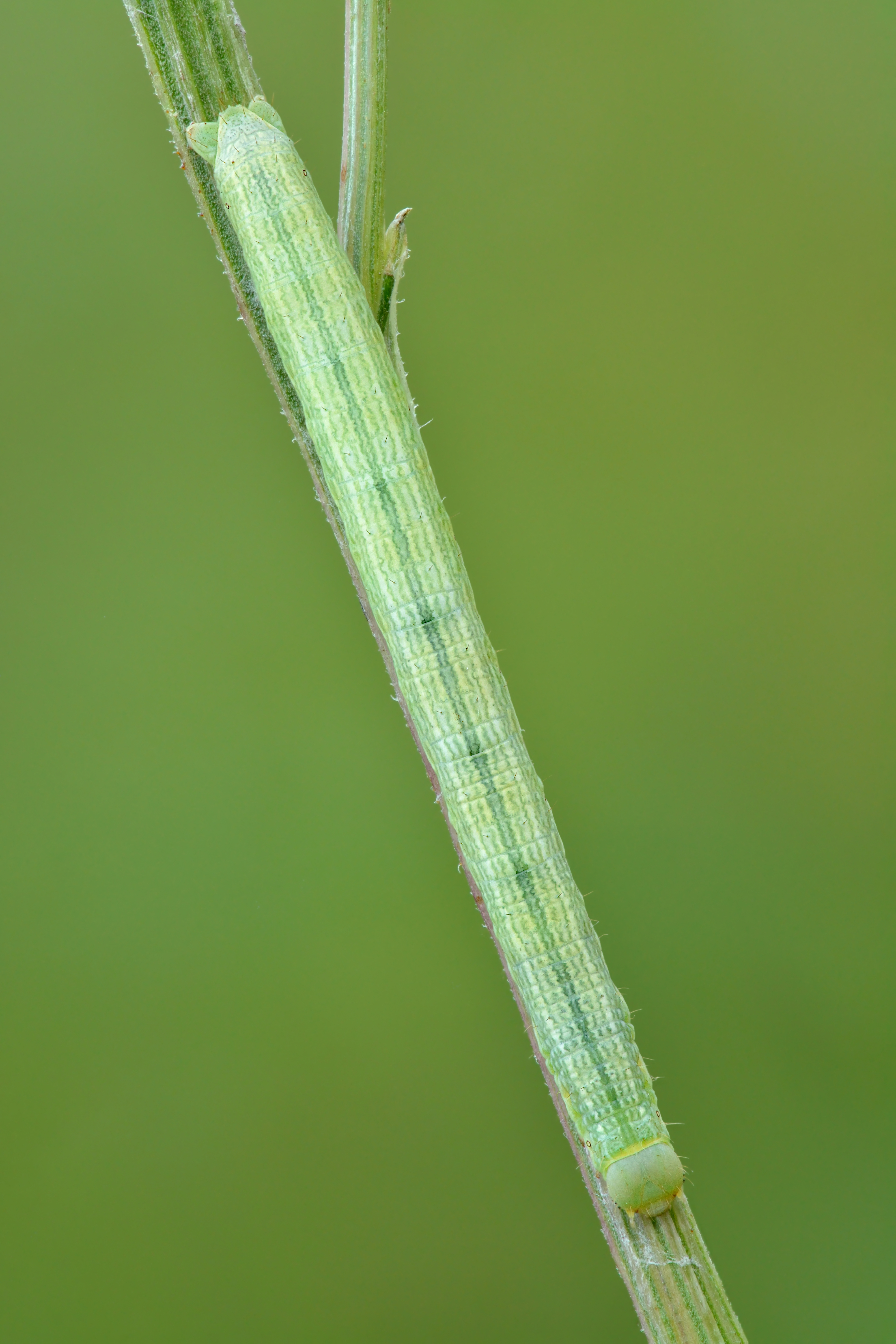
Raupe

Der Ringfleck-Rindenspanner (Cleora cinctaria), auch Ringfleck-Baumspanner oder  Schwarzes O genannt, ist ein Schmetterling (Nachtfalter) aus der Familie der Spanner (Geometridae).

## Merkmale

### Falter
Die Flügelspannweite der Falter beträgt 28 bis 33 Millimeter. Die Flügel sind in der Grundfarbe hellgrau und zeigen bräunliche Zeichnungselemente. Die Intensität der Grau- bzw. Braunfärbung variiert ziemlich stark. Die innere Querlinie ist wurzelwärts bandartig verbreitert, die äußere verläuft bogenförmig in Richtung auf den Vorderrand und ist meist doppelt angelegt. Im bräunlich verdunkelten Saumbereich sind eine weiße Wellenlinie sowie ein heller Wisch zu erkennen. Auf den Hinterflügeln befinden sich dunkle Querlinien und eine meist undeutliche weißliche Wellenlinie. Das erste Hinterleibssegment erscheint in Form eines weißen Gürtels. Die Fühler der Männchen sind beidseitig gekämmt, diejenigen der Weibchen sind fadenförmig.

### Ei, Raupe und Puppe
Das hellgrüne Ei zeigt eine rot und grün schillernde Eihaut und ist an der Oberfläche mit 30 wellig verlaufenden Rippen überzogen, die außerdem Querzacken aufweisen. Die Mikropylrosette ist sechs- bis siebenblättrig.
Erwachsene Raupen sind von grüner Farbe und besitzen weißliche Längslinien.
Die hellbraune Puppe ist kolbenförmig und besitzt einen knopfförmigen Kremaster mit einer langen Gabelspitze. Die Flügelscheiden schimmern grünlich.

### Ähnliche Arten
Der Ringfleck-Rindenspanner ähnelt anderen Rindenspannerarten, insbesondere Synopsia sociaria, unterscheidet sich aber durch den gerundeten Verlauf der äußeren Querlinie.

## Geographische Verbreitung und Lebensraum
Die Art kommt von der Iberischen Halbinsel durch ganz Europa bis in die Mongolei und das südliche Sibirien bis nach Japan vor. In Schottland ist sie durch die ssp, C. cinctaria bowesi, in Ostasien durch die ssp.C. cinctaria superfumata vertreten. Der Lebensraum der Art umfasst verschiedenste Gebiete, beispielsweise Mischwälder, Moorwälder, Gebüschfluren, Streuobstwiesen, Halbtrockenrasenflächen sowie Heiden, Gärten und Parkanlagen. Die Art steigt in den Alpen bis auf 1500 Meter.

## Lebensweise
Der Ringfleck-Rindenspanner bildet in Mitteleuropa zumeist eine Generation pro Jahr, deren Falter von Ende März bis Ende Juni anzutreffen sind. Unter klimatisch günstigen Bedingungen wird eine zweite Generation im Juli und August ausgebildet. In den Südalpentälern wurden auch noch Falter im September und Oktober gefunden. Sie sind nachtaktiv und kommen an künstliche Lichtquellen, bevorzugt die Männchen. Zuweilen erscheinen die Falter auch in großer Anzahl am Köder und wurden auch saugend an Weidenblüten beobachtet. Tagsüber ruhen sie gerne an Baumstämmen. Die Raupe ernährt sich polyphag von den Blättern verschiedener Pflanzen, dazu zählen:
- Waldkiefer (Pinus sylvestris)
- Hänge-Birke (Betula pendula)
- Schlehdorn (Prunus spinosa)
- Bunte Kronwicke (Securigera varia)
- Breitblättriger Thymian (Thymus pulegioides)
- Johanniskraut (Hypericum)
- Heidekraut (Erica)
- Rauschbeere (Vaccinium uliginosum)
- Beifuß (Artemisia vulgaris)
- Gewöhnlicher Flügelginster (Chamaespartium sagittale)
- Besenginster (Cytisus scoparius)
- außerdem die Flechte Gewöhnlicher Baumbart (Usnea filipendula)

Die Verpuppung findet oftmals unter Moos am Boden statt. Die Puppe überwintert.

## Gefährdung
Der Ringfleck-Rindenspanner ist in den deutschen Bundesländern in unterschiedlicher Anzahl anzutreffen und wird auf der Roten Liste gefährdeter Arten in Kategorie 3 (gefährdet)  geführt. In Baden-Württemberg erscheint er auf der Vorwarnliste.